# Indianapolis Olympians 1950-1951
La stagione 1950-51 degli Indianapolis Olympians fu la 2ª nella NBA per la franchigia.
Gli Indianapolis Olympians arrivarono quarti nella Western Division con un record di 31-37. Nei play-off persero la semifinale di division con i Minneapolis Lakers (2-1).

## Roster
| N° | Naz.                   | Ruolo | Sportivo        | Anno | Alt. | Peso |
| -- | ---------------------- | ----- | --------------- | ---- | ---- | ---- |
| 5  | Stati Uniti (bandiera) | GA    | Paul Walther    | 1927 | 188  | 73   |
| 7  | Stati Uniti (bandiera) | GA    | Bruce Hale      | 1918 | 185  | 77   |
| 8  | Stati Uniti (bandiera) | AC    | Bob Lavoy       | 1926 | 201  | 84   |
| 9  | Stati Uniti (bandiera) | G     | Leon Blevins    | 1926 | 188  | 73   |
| 10 | Stati Uniti (bandiera) | G     | Cliff Barker    | 1921 | 188  | 84   |
| 12 | Stati Uniti (bandiera) | G     | Ralph Beard     | 1927 | 178  | 79   |
| 14 | Stati Uniti (bandiera) | A     | Joe Holland     | 1925 | 193  | 84   |
| 15 | Stati Uniti (bandiera) | C     | Alex Groza      | 1926 | 201  | 99   |
| 16 | Stati Uniti (bandiera) | AC    | Mal McMullen    | 1927 | 196  | 95   |
| 17 | Stati Uniti (bandiera) | A     | Wah Wah Jones   | 1926 | 193  | 102  |
| 18 | Stati Uniti (bandiera) | AC    | Don Lofgran     | 1928 | 196  | 91   |
| 18 | Stati Uniti (bandiera) | GA    | Carl Shaeffer   | 1924 | 191  | 84   |
| 19 | Stati Uniti (bandiera) | C     | John Mahnken    | 1922 | 203  | 100  |
| 19 | Stati Uniti (bandiera) | A     | Chuck Mrazovich | 1924 | 196  | 84   |
| 20 | Stati Uniti (bandiera) | GA    | Leo Barnhorst   | 1924 | 193  | 86   |

## Staff tecnico
- Allenatori: Cliff Barker (24-32), Wah Wah Jones (7-5)